# Beatus van Beckhoven
Gerard van Beckhoven, later vooral als Pater Beatus bekend geworden (Amsterdam, 21 juli 1899 - Bergen-Belsen, 20 maart 1945) was een Nederlands geestelijke. Hij hielp mensen te ontsnappen naar België of onder te duiken en verwierf daarbij een spilfunctie in het Heerlens verzet, omdat hij uiteenlopende groepen en mensen bij elkaar bracht, met name bij de hulp aan Joden uit Amsterdam. Ook verspreidde hij illegale bladen, bijvoorbeeld Trouw. Hij werd in de zomer van 1944 gearresteerd en kwam in februari 1945 in Bergen-Belsen terecht, waar hij op 20 maart 1945 aan vlektyfus overleed.

## Voor de oorlog
Hij was de zoon van Maria Doorenbosch en Stephanus Gerardus van Beckhoven.
Hij trad in bij de Franciscanen op 7 september 1920 en nam daarbij de kloosternaam Beatus aan. De toevoeging OFM achter zijn naam wijst op zijn lidmaatschap in die kloosterorde. Hij werd priester gewijd te Weert op 27 maart 1927, vertrokken als missionaris naar Brazilië op 13 september 1927, teruggekomen in Nederland in Maart 1935, assistent te Weert tot Augustus 1936 , daarna als kapelaan (assistent-geestelijke) verbonden aan het rectoraat Sint Franciscus aan de Laanderstraat te Heerlen.

## Verzetswerk

### Ontsnapte Franstalige krijgsgevangenen
Beatus van Beckhoven werd al in 1940 geraadpleegd door de in Heerlen woonachtige Duitser W.J. Cordowiner, die samen met zijn zus Franstalige ontsnapte krijgsgevangenen op weg naar huis hielp. De woning van Cordowiner bleef doorgangshuis voor krijgsgevangenen en Joden, tot deze zelf begin december 1942 moest onderduiken. Pater Beatus liet de vluchtelingen door vertrouwenspersonen ophalen die ze over de grens brachten, vermoedelijk bij Maastricht of Slenaken/Noorbeek/Hoogcruts. De Franciscanen hadden een klooster in Hoogcruts, vlak bij de grens met België en vlak bij Slenaken, waar een groep passeurs mensen over de grens bracht.

### Beatus als netwerker
Spoedig kwamen er onderduikers bij en geallieerde „piloten“ moesten over de Belgische grens worden geholpen. (Gemakshalve werden alle leden van gecrashte vliegtuigbemanningen piloten genoemd, en de ontsnappingsroutes heetten dus pilotenlijn.) De grote verdienste van Van Beckhoven is, dat hij groepen en personen met elkaar in aanraking bracht, wat in het toen nog sterk verzuilde Heerlen een niet te onderschatten prestatie genoemd mag worden:
- De groep rond de brandweercommandant van Heerlen, Charles Bongaerts[7],
- De Amsterdamse N.V.[8], die zich sinds oktober 1942 vooral richtte op het redden van Joodse kinderen en hun onderduik in Limburg.[9]
- Hendrik van der Ploeg, net als Beatus een netwerker van het verzet. Pater Beatus sloeg allerlei goederen op in zijn woning, bestemd voor de joden in het kamp Westerbork.[10]
- Andere sociaaldemocraten en leden van de Arbeiders Jeugd Centrale in Zuid-Limburg[11]
- De ook in Heerlen grootste onderduikorganisatie, de  Landelijke Organisatie voor hulp aan onderduikers, de LO, die zelf ook was ontstaan uit de samenwerking van uiteenlopende groepen.[12]

Rond Van Beckhoven ontstond uit deze verschillende mensen en groepen vanaf 1942, dus nog voordat er een L.O. was, een vrij coherente groep, waarin sociaaldemocraten, protestanten en katholieken eendrachtig samenwerkten, allen met een relatief onafhankelijke opstelling, zonder een hechte organisatiestructuur en waarin sommigen bovendien over eigen netwerken beschikten. Zij waren allemaal ook betrokken bij de hulp aan joodse onderduikers. De meesten kenden elkaar en kwamen ook in contact met de L.O. of werkten voor die organisatie, zodra die er was. Dat gold ook voor Van Beckhoven zelf.

### Hulpverlening aan Joden
Die samenwerking was onder meer noodzakelijk voor het plaatsen van Joden in het district Heerlen. Die werden voor een deel in Amsterdam afgehaald door de onderwijzeres Molenaar. Hoeveel joodse onderduikers door haar en anderen zijn afgehaald kon de historicus Cammaert bij de publicatie van Het Verborgen Front in 1994 zelfs bij benadering niet aangeven. Alleen al via mevrouw Lemmens-Bisschops, die een joodse moeder had, kwamen ruim tweehonderdvijftig Joden in Heerlen terecht, die onder andere met behulp van Pater Beatus over het district Heerlen werden verspreid. De historicus Herman van Rens schreef in 2013: Bijna 90 procent van de joodse onderduikers in Limburg zag in de maanden vanaf 14 september 1944 in Limburg de intocht van de Engelsen en de Amerikanen. 
Beatus van Beckhoven was ook onmisbaar als ethisch kompas en had voor zijn relaties daarmee een vergelijkbare functie als Leo Moonen, de secretaris van de bisschop, voor de Limburgse LO. Een voorbeeld voor de ethische problemen die soms ontstonden: Een verloofd Joods stel dat via Beatus was binnengekomen, moest naar een andere onderduikplaats. Ze kregen daarover ruzie met hun gastfamilie in Heerlen en dreigden hen en de bevriende familie Westdorp te verraden, zodat men op 20 mei 1943 tot executie moest overgaan. De bronnen hierover wijken in details van elkaar af., Huize Westdorp fungeerde daarna nog steeds als opvangcentrum voor joden die door Beatus van Beckhoven naar Limburg werden gehaald.
Op 3 november 1943 vond onder leiding van Richard Nitsch van de Maastrichtse Sicherheitspolizei de grootste arrestatie van joodse onderduikers in Limburg tijdens de hele oorlog plaats bij dezelfde familie Westdorp, veroorzaakt door loslippigheid van een buurman. Daarbij werden achttien Joden gearresteerd, evenals de hele familie Westdorp. De achttien joodse onderduikers kwamen allen in Duitse kampen om het leven, de familie Westdorp heeft overleefd.

## Onderduik en arrestatie
Op 3 februari 1944 arresteerde Nitsch de moeder van een koerierster en enkele anderen. Bij de verhoren dook de naam pater Beatus op als leider van de organisatie. Een onderzoek in het klooster leverde niets op. Toch werd de rector Cajetanus Reiber als gijzelaar meegenomen en in Kamp Sint-Michielsgestel geïnterneerd tot 29 juni 1944. Beatus dook zelf juist op tijd onder. Tot dusverre had hij steeds zijn kloosterhabijt gedragen, maar dat ging nu niet meer. Het probleem bij het zoeken naar burgerkleren was zijn omvangrijke gestalte. Pierre Schunck, de rayonleider van de LO in Valkenburg, trad op als kleermaker: Bijna niet oplosbare problemen diende ik zelf te behandelen, bijv. een zeer dikke Franciscaan, pater Beatus, en eveneens een zeer lange Franciscaan, pater Amond. Dit diende maatkleding te worden. 
Beatus van Beckhoven begreep dat hij vogelvrij was en leidde sedert februari een zwervend bestaan. Hij werd op 17 juni 1944 in de trein bij Rotterdam gearresteerd. Via de kampen Vught en Sachsenhausen te Oranienburg kwam hij in februari 1945 in Bergen-Belsen terecht, waar hij op 20 maart 1945 aan vlektyfus stierf.
De historicus Herman van Rens heeft vastgesteld, dat er voor het redden van een bovengemiddeld aantal Joden twee factoren een belangrijke rol speelden:
- Een hecht samenwerkende groep waarin men elkaar zeer goed kende, bij voorkeur al van voor de oorlog, en
- de aanwezigheid van inspirerende mensen, die het voortouw namen.

```
Een kleine groep morele leiders in Limburg wees de weg van de praktische naastenliefde. Hun goede voorbeeld deed goed volgen.
[
18
]
```

## Eerbetoon
Op een verzetsmonument in Haelen staat hij als eerste op de lijst ter nagedachtenis aan de dertien aalmoezeniers en leiders van de toenmalige jeugdbeweging 'Jonge Wacht' die tijdens de Tweede Wereldoorlog in de strijd tegen de bezetter zijn omgekomen.,